# 竹竿厝
竹竿厝为潮汕民居的传统建筑形式之一，是一种平房建筑，犹如竹竿而得名。
布局面窄而细长，开间跨度不大。单开间式，多间连体的房屋，通常厅房合一，前带有小院，后带天井和厨房。厨房、客厅、住房、天井排列成狭长的空间，组合位置无规则。或由厨房进入天井、客厅，或由客厅经天井到厨房、卧室等。
竹竿厝占地少，能在临街或狭长土地上建筑，天井、客厅与编廊也可灵活组合，在乡间一般几间连成一排。
现已逐渐被各种现代化建筑所代替，在潮汕城镇和乡村已不多见。